# Wendlandia augustini
Wendlandia augustini är en måreväxtart som beskrevs av John Macqueen Cowan. Wendlandia augustini ingår i släktet Wendlandia och familjen måreväxter. Inga underarter finns listade i Catalogue of Life.